# أحلام الشامسي
أحلام الشامسي (13 فبراير 1968 -)، مغنية إماراتية. أَطلق عليها جمهورها بـ «الملكة»، لقبها المغني السعودي محمد عبده بلقب «فنانة الخليج»، تُعتبر أحد المغنيات الأعلى أجراً بإحياء الحفلات والمهرجانات في الوطن العربي، وهي أول فنانة خليجية غنت في تونس وذلك في مهرجان قرطاج الدولي كما شاركت بالغناء في فلسطين لمرّتين في مهرجانات رام الله وبير زيت، وهي المطربة الخليجية الأولى والوحيدة إلى اليوم التي شاركت بمهرجان جرش بالأردن لمرتين، ليبيا والجزائر، مهرجان تدمر بسوريا، لبنان، والمغرب في كلّ من مهرجان موازين العالمي ومراكش.

## حياتها الشخصية
ولدت في إمارة أبوظبي في الإمارات العربية المتحدة من أب إماراتي وأم بحرينية وتربت طفلة في البحرين. والدها هو المغني الشعبي علي الشامسي، واسمها الحقيقي هو «ميثاء» وأتى اسم أحلام من قِبل والدها عرفاناً بجميل طبيبة مصرية اسمها أحلام أسعفتها وهي رضيعة من جرح خطير أصاب جبينها عندما سقطت من يديّ أختها.
تلقت تعليمها الأساسي في مدارس المحرق. ثم درست الشريعة الإسلامية ولم تكمل دراستها، حيث اتجهت للغناء بالرغم من معارضة الأهل. وصرّحت أحلام لقناة روتانا بأنها نشأت نشأة إسلامية، وأنها حافظة لأجزاء كثيرة من القرآن، وأنها كانت تقوم بتدريسه تزامناً مع دراستها الجامعية بسبب ضائقة مادية مرت بها عائلتها عقب وفاة والدها، بالرغم من امتلاكه شركات مقاولات.
في 18 يونيو 2003 تزوجت بطل الرالي القطري مبارك الهاجري، ونالت بعدها الجنسية القطرية
ولها منه ثلاثة أبناء وهم: فاهد ولد عام 2004، وَفاطمة ولدت عام 2008، ولولوة عام 2010.
تعتبر من أغنى الفنانات في الشرق الأوسط بحسب مجلة «آراب بزنس»، وهي الأعلى أجراً على المستوى العربي. تعيش متنقّلة ما بين قطر ودبي حيث لها منزلين في كل من البلدين إضافة إلى بيتين في مصر وشقتين في لندن وشقتين في لبنان وشقة في باريس.
بعد ولادتها لطفلتها «لولوة» انتشرت شائعة تفيد بوفاتها، بدأت القصة بسبب خطأ طبي تعرضت له أثناء ولادتها حيث أصيبت بفايروس مارسا مما أدى إلى تدهور وضعها الصحي وإدخالها إلى غرفة العناية المركزة في قسم العزل الصحي بإحدى المستشفيات في دبي، وهو ما ساهم في تعزيز انتشار إشاعة وفاتها، إلاَّ أن شقيقها وزوجها سارعوا إلى تكذيب الإشاعة وطالبوا الصحافة والجمهور باحترام خصوصيتها واحترام وضعها الصحي وعدم نشر أخبار قد تسيء لمعنوياتها ومعنويات عائلتها.

## سيرتها المهنية

### البدايات

شعار أحلام

كانت بدايتها في إحياء حفلات الزفاف في دول الخليج وذلك في أواخر الثمانينات القرن العشرين وكان ذلك لفترة قصيرة، وكانت بدايتها الفعلية والحقيقة في عام 1995 مع الملحن أنور عبد الله الذي ساعدها حتى وقعت عقداً مع شركة فنون الإمارات حتى طرحت ألبوم «أحبك موت» في عام 1995 ويتكون من 8 أغاني الذي حقق نجاح ملحوظ في تلك الفترة، حقق ألبومها الأول مبيعات جيدة على النطاق الخليجي والعربي حيث استغلت نجاحها بطرح ألبومها الثاني بعنوان «مع السلامة» عام 1996 والذي احتوى على تعاونات أغلبها من الفريق نفسه في الألبوم الأول ومن الشعراء مثل خالد البذال وجمال إدريس ومن الملحنين أنور عبد الله وعارف الزياني، واحتوى الألبوم على 6 أغاني أهمها «تدري ليش» التي نالت شهرة واسعة ومن خلالها ازدادت شهرتها في الوطن العربي.

### برامج المواهب
في 21 يوليو 2011 تم الإعلان عن برنامج آراب آيدول وهو النسخة العربية من البرنامج الأضخم في العالم أمريكان آيدول، وتم ذكرها ضمن لجنة التحكيم المؤلفة من الفنان راغب علامة والموزع الموسيقي حسن الشافعي، انطلق البرنامج التلفزيوني في 9 ديسمبر 2011 على قناة إم بي سي 1 وقد سافرت بصحبة أفراد لجنة التحكيم إلى ثمان دول عربية وغربية لانتقاء الأصوات التي ستشارك في مسابقات البرنامج، إذ اتجهت إلى مصر والإمارات والمغرب والكويت والأردن ولبنان ولندن، وشاركت أيضًا في الموسم الثاني من البرنامج وتم إضافة الفنانة نانسي عجرم إلى لجنة التحكيم وبدأ الموسم الثاني في 8 مارس 2013.
وفي 24 مايو 2013 في إحدى حلقات البرنامج من موسمه الثاني طلبت احضار لها وجبة دجاج كنتاكي إلى غرفة فندقها فوراً وهي في البث المباشر مما بدأ موجة من السخرية على مواقع التواصل الاجتماعي.
وفي 5 سبتمبر 2014 بدأ بث الموسم الثالث وكان بديل لراغب علامة هو الفنان وائل كفوري.
في 31 ديسمبر 2014 اختيرت لتكون سفيرة الفنانين الشباب العرب بعد الفنانة فيروز والفنان كاظم الساهر.
قامت بإحياء حفل غنائي على مسرح الأولمبيا بباريس وتعتبر ثالث فنانة عربية تغني عليه بعد أم كلثوم وفيروز بتاريخ 22 أغسطس 2015.

### برنامج ذا كوين
في 15 مارس 2016 أطلق تلفزيون دبي برنامج تلفزيون الواقع «ذا كوين - الملكة» حيث يتنافس من خلاله أكثر من 25 متنافساً، ليصل أحدهم في نهاية البرنامج ليكون مساعداً فنياً لرضها وتتمحور حولها فكرة البرنامج. لكن تم وقف البرنامج بعد عرض الحلقة الأولى بسبب استياء الجمهور ومطالبتهم بوقف عرضه بعد وصفهم له بالعبودية وشدد المغردون من خلال الوسم على أن البرنامج يرسل رسائل تؤثر في تربية الناشئة، وتتعارض مع أعراف المجتمع الخليجي وتقاليده الراسخة، لافتين إلى أن البرنامج مرفوض مجتمعياً، ومن غير اللائق بثه عبر قناة خليجية.
وفي يونيو 2016 حلت ضيفة مع علي العلياني في برنامج يا هلا على روتانا خليجية وصرحت إن أزمة برنامجها «ذا كوين» أصبحت ماضي انتهى وتجاوزته رغم أنه آذاها نفسياً هي وأسرتها. تعرض البرنامج لمؤامرة كبيرة من قبل أعداء لها يتربصون بها من خلال مواقع التواصل الاجتماعي، وأكدت أن إدارة تلفزيون دبي كانت موافقة على البرنامج، وشاهدت محتواه أكثر من 10 مرات، وهو ما يؤكد أن هناك مؤامرة قد حدثت ضده وإن هناك مفاوضات مع قناة فضائية أخرى لعرض البرنامج.

### استبعادها من برنامج ذا فويس وعودتها
في نوفمبر 2017 بعد إطلاق مجموعة من فناني الإمارات أوبريت بعنوان «قولوا لقطر» غردت على حسابها قائلة: «الا ليت الفن يعود راقيا كما كان». ومن بعد هذه التغريدة شن المغردون الإماراتيون والسعوديون حملة لإقصائها من لجنة تحكيم برنامج «ذا فويس» بموسمه الرابع، بعد هجومها على أغنية «قولوا لقطر» التي قدمها عدد المطربين الخليجيين لانتقاد سياسات لقطر ومعاداتها للأنظمة العربية، واتهمها الإماراتيون بالتعاطف مع قطر والدفاع عنها نظرا لأن زوجها القطري مبارك الهاجري أعلن عن دعمه لأمير قطر تميم بشكل علني.
واصلت تدويناتها بعد إعلان مجموعة إم بي سي إستبعادها من برنامج «ذا فويس» بموسمه الرابع بعد تصويرها عدة حلقات منه، واختيار الفنانة نوال الكويتية بدلًا منها وغردت في وقت سابق بالقول: «محبتي لكم لم ولن تتغير كنتم وستظلون بيتي الأول والدعم الكبير لأحلام فشكراً على تقديركم لي دائماً وأبداً». وكانت مجموعة إم بي سي علّقت على استبعادها من لجنة تحكيم برنامج «ذا فويس: أحلى صوت» في موسمه الرابع.
وفي 29 يناير 2018 أصدرت المحطة بيانًا توضح فيه عودتها للجنة التحكيم.
في سبتمبر 2019 شاركت بالموسم الخامس من ذا فويس برفقة سميرة سعيد، راغب علامة، محمد حماقي

### برنامج سعودي آيدول
في ديسمبر 2022 شاركت في تحكيم برنامج سعودي آيدول على قناة MBC 1 بمشاركة كل من أصالة نصري، ماجد المهندس، أصيل أبو بكر. وقد بُث البرنامج عبر مرحلتين: الأولى تبدأ في منتصف ديسمبر المقبل، حيث ستُجرى التجارب، بينما تبدأ المرحلة الثانية، وهي مرحلة العروض المباشرة، في 11 يناير 2023. وبعد إطلاق إعلانات ترويجية للبرنامج، علّقت أحلام بنشرها: "وما نيل المطالب بالتمني.. ولكن تؤخذ الدنيا غلابا"، وأضافت: "نعم تؤخذ الدنيا بالعمل الجدي المتواصل وهذا الدرس من دروس ونصائح وتوجيهات كثيرة رح نقدمها لكل مشتركين برنامج سعودي ايدول عشان نكون إحنا قدوة لهم في الحياة مثل ما كانوا اللي قبلنا قدوة لنا والمثال الأعلى بمجال الفن على أمل أن يوصلوا كل أحلامهم مثل ما هم يبون بنجاح مع سعودي أيدول في السعودية". شهدت حلقة البرنامج الأولى اختبار لعدد من المواهب السعودية ومنهم المتسابقان عبد المجيد العيسى وخلود الحارثي وقد أثنت أحلام وأعضاء لجنة التحكيم على موهبتهما. كان دور أحلام في البرنامج بارزًا، حيث عرفت بآرائها الصريحة والمباشرة، أيضًا بمناوشاتها المستمرة مع أصالة وكذلك مع بعض المشتركين وحتى المواقف التي وصفها البعض بأنها مثيرة للإحراج، وفي الحلقة الرابعة من البرنامج، رفضت أحلام أن تعطي صوتها لمشتركة قالت أحلام أنها تقمصت شخصيتها قبل أيام من تقدمها لاختبارات "آراب آيدول" كما أنها داومت على نشر جلسات تصوير لها في كواليس البرنامج. وقد ارتدت فساتين لمصممين بارزين من بينها فستان لزهير مراد ظهرت به مرات عديدة في البرنامج وارتدته في العرض المباشر الأخير للبرنامج.

### إطلاقها عطرها الخاص
في فبراير 2018 أطلقت دار الطيب للعطور عطراً جديداً يحمل اسم «أحلام» وسط حملة دعائية، تصدرت الفيديو الدعائي الخاص بالعطر والذي تمّ تصويره في فرنسا حيث تظهر بشخصيتها كفنانة في مقابلة مع إحدى القنوات الفرنسية فتجيب على سؤال المذيعة حول سرّها وتقول: «سرّي عطري». وفي نوفمبر 2021 أطلقت عطرها الثاني والذي حمل عنوان «نور جيهان» والذي قالت أنه "من ورود هندية خاصة".

### تقديم البرامج
في ديسمبر 2023 قدمت برنامجاً حوارياً فنياً بعنوان "أحلام ألف ليلة وليلة " على تلفزيون أبوظبي استضافت فيه العدبد من نجوم الوطن العربي في ثلاثة عشر حلقة في إمارة أبو ظبي، من بينهم خالد عبد الرحمن وعايض وسميرة سعيد وميادة الحناوي ورضوان الأسمر وعبادي الجوهر وحاتم العراقي وأصيل همام.

### إخراج الكليبات
قامت أحلام بأولى محاولاتها في إخراج الكليبات في 2023 عندما أطلقت كليب "صوت الأنا" عبر قناتها الخاصة على يوتيوب، وقد جرى تصوير الفيديو في مدينة إشبيلية الإسبانية، والأغنية من ألحان ناصر الصالح.

### المهرجانات
شاركت أحلام في عدد كبير ومتنوع من المهرجانات والفعاليات الفنية على مستوى العالم العربي. من بين هذه الفعاليات، تبرز حفلاتها في مهرجان ليالي دبي، الذي شهد لها سنوات عديدة من الحضور، بدءًا من عام 1999 وصولاً إلى 2015. تعد هذه السلسلة من الحفلات واحدة من أبرز المحطات التي ساهمت في تعزيز مكانتها في الساحة الفنية. كما شاركت في مهرجان الدوحة في قطر في دورات متعددة في مطلع الألفية، مما يعكس نجاحها في جذب جمهور واسع في منطقة الخليج. أيضًا، برزت مشاركتها في مهرجان ربيع سوق واقف، حيث قدمت عروضاً في عامي 2011 و2013. كما شاركت في مهرجان صلالة في دورات عديدة منها 1998، 2001، و2015. وقد شاركت في مهرجان قرطاج في تونس عام 1998، كما أقامت شاركت في مهرجانات في المغرب من بينها مهرجان موازين في عام 2013، ومهرجان أصوات نسائية في تطوان عام 2014. كما شاركت في فعاليات عديدة في مصر من بينها حفل حفل في دار الأوبرا المصرية عام 2016.
من بين المحطات الدولية، كانت أحلام الشامسي أيضًا ضيفة في مهرجان اليونسكو في فرنسا، حيث شاركت في عامي 1998 و1999، فضلاً عن مشاركتها في مهرجان لوس أنجلوس في الولايات المتحدة عام 2018.
في السنوات الأخيرة، شاركت في فعاليات موسم الرياض في السعودية، حيث قدمت مجموعة من الحفلات البارزة، بما في ذلك حفلاتها في مارس 2019، وكذلك في ختام موسم الرياض عام 2020، وحتى النسخ اللاحقة من موسم الرياض.

## أعمالها

### الألبومات
أطلقت ألبومها الأول بعنوان «أحبك موت» في عام 1995 حيث بدأت أول خطوة فنية رسمية من خلاله، توالت الإصدارات والألبومات التي قدمتها هي:
| العام | الألبوم           | الأغاني |
| ----- | ----------------- | --- |
| 1995  | أحبك موت          | وش ذكرك، ارجوك تنساني، انا ربي بلاني، مثير، أحبك موت، قلبي اللي، ما نسيتك ثواني، اريش العين. |
| 1996  | مع السلامة        | مع السلامة، هوى غيري، أغلى إنسان، فضها سيره، نسيتك، تدري ليش. |
| 1997  | كيف ارضى          | قول عني ما تقول، لما قلبي، من اكون، خذوه الناس، كيف ارضى، أنت السؤال. |
| 1998  | ما يصح إلا الصحيح | ما يصح الا الصحيح، تناظر الساعة، تحس فيني، يجي منك أكثر، مصير الحي، أمير المحبين، يا طالب الصلح. |
| 1999  | طبيعي             | راضي بحبك، إلا يا طير، ولا تسوى، يا كيف تنشد، طبيعي، يجيلك يوم، فيك الخير، الحب ماهو عيب. |
| 2000  | مختلف             | احتاجك انا، وش فيك غايب، شاف نفسه، المحبة أرض، مختلف، ضحكتني، تسألني اخبارك، المكان، شرق وغرب. |
| 2001  | لعلمك بس          | لاتصدقونه، يا ليل يا جامع، ذبحك الحب، عايش حياتك، لعلمك بس، المحبة ماهي كلمة، تعذبني تجرحني، بابهم سده، غلات أمي، شكلي حبيتك، اخاف، عجيبة، ناسي، هالحين جيت . |
| 2003  | أحسن              | احسن، ليه متضايق، تغير الوقت، باب الليل، يا واحشنا، لك عيوني، علشانك، الله يعين قلوبهم، لا تقول، قديمة، لا تعيد ولا تزيد، سكوتك . |
| 2006  | الثقل صنعه        | أكثر من أول، ناويلك على نية، ليه يا دنيا، الثقل صنعه، بطلنا نحب، طولت، اقسم، يا حليله، تعاهدتوا، بالراحة، عادي، راسك، هلا بالجرح، ما تسأل . |
| 2009  | هذا أنا           | هذا أنا، الفرقة، فكوني منه، هذا اللي، توك فضيت، عساك بخير، تعودت الجراح، آخر الاخبار، جديد شسويلك، ناوي تروح، طبعي كذا، صدقت بالي، ويلك . |
| 2013  | موعدك             | موعدك، بغيظك، بروضة قلبك، حبي ركادة، يتهيأ له، استر يا ستار، القلب بيتك، توبة، الحزن حزني، طول ما قلبك، الله يا قاسي، حبايب آخر زمن، غلاة عيونك وقلبك، يا ساحرني، وش فيك . |
| 2015  | ابتحداك           | مين اثر عليك، ابتحداك، ظنك الأول غلط، كأني عمري ما حبيت، ارسي على بر، على شانك، فوق ما تصور، كلمة زعل، ملهوفة لصوتك . |
| 2016  | يلازمني خيالك     | يلازمني خيالك، أبي أمي، ومستغرب، حمال أسية، حبيبي ما، ظنيت بك خيرا، طلقة، الجهات المستحيلة، وليه، يستاهل الجرح . |
| 2021  | فدوة عيونك        | فدوه عيونك، عيوني بس، حزين، زوبعه، يا ادمي حس، دفتر وممحاه، تشرق الشمس وتغيب، الله يرحمه، دمعه زرقا، الفرقا، ابن التراب، خاطري ضايق، ما سالت الا عليك، لا بارك الله في الغياب، بريء، باب قلبي، خطاك اللاشى، لا يروح الليل، بعض الناس، تمرد، بعض الاوقات، سر معلن، مابه تفاصيل، موعدنا الاخير، عشان اتتوب، تسولف عبرتي |
| 2023  | رزق الورد         | تعالى نعوف، رزق الورد، وياك وياك، محد يعرف أخبارك، حظي، وجه بغداد |
| 2024  | السيدة الأولى     | أخفي الهوى، أيام الصفاء ، السيدة الاولى ، ياهلا ، لله درك |
| 2025  | العناق الأخير     | العناق الأخير،جازيت"، "أدري تغير"، "وماذا بعد"، "أريد أفوق"، "هذاك أول"، "الليل سادة"، و"آه من قلبي |

### الأغاني المصورة
| الأغنية           | العام | المنتج            | المخرج               | مكان التصوير |
| ----------------- | ----- | ----------------- | -------------------- | ------------ |
| وش ذكرك           | 1995  | فنون الإمارات     | محمد سعود المطيري    |              |
| أحبك موت          | 1995  | فنون الإمارات     | عادل الخضر           |              |
| مثير              | 1995  | فنون الإمارات     | سهيل العبدول         |              |
| ما نسيتك في ثواني | 1995  | فنون الإمارات     | عبد الله البراك      |              |
| قلبي اللي         | 1995  | فنون الإمارات     | عبد الله البراك      |              |
| مع السلامة        | 1996  | فنون الإمارات     | عبد الله البراك      |              |
| تدري ليش          | 1996  | فنون الإمارات     | سهيل العبدول         |              |
| أغلى إنسان        | 1996  | فنون الإمارات     | حسين دعيبس           |              |
| قول عني           | 1997  | art الموسيقى      | عادل الخضر           |              |
| لما قلبي          | 1997  | art الموسيقى      | محمد العجمي          |              |
| من أكون           | 1997  | art الموسيقى      | محمد العجمي          |              |
| ما يصح إلا الصحيح | 1998  | art الموسيقى      | محمد العجمي          |              |
| أمير المحبين      | 1998  | فنون الإمارات     | سهيل العبدول         |              |
| تناظر الساعة      | 1998  | فنون الإمارات     | محمد العجمي          |              |
| إلا يا طير        | 1999  | فنون الإمارات     | أرشد محمد بتال       |              |
| طبيعي             | 1999  | فنون الإمارات     | أرشد محمد بتال       |              |
| ولا تسوى          | 1999  | فنون الإمارات     | عادل الخضر           |              |
| أحتاجك أنا        | 2000  | فنون الإمارات     | عادل الخضر           |              |
| وش فيك غايب       | 2000  | فنون الإمارات     | عادل الخضر           |              |
| شاف نفسه          | 2000  | فنون الإمارات     | عادل الخضر           |              |
| لا تصدقونه        | 2001  | فنون الإمارات     | عادل الخضر           |              |
| لعلمك بس          | 2001  | فنون الإمارات     | عادل الخضر           |              |
| هالحين جيت        | 2001  | فنون الإمارات     | محسن أحمد            |              |
| عايش حياتك        | 2001  | فنون الإمارات     | طارق العريان         |              |
| أحسن              | 2003  | عالم الفن         | طارق العريان         |              |
| ليه متضايق        | 2003  | عالم الفن         | عادل الخضر           | لبنان        |
| ناويالك           | 2006  | روتانا            | سعيد الماروق         |              |
| بطلنا نحب         | 2006  | روتانا            | وليد ناصيف           | بيروت        |
| الثقل صنعه        | 2006  | روتانا            | إميل سليلاتي         | بيروت        |
| ليه يا دنيا       | 2007  | روتانا            | وليد ناصيف           |              |
| ويلك              | 2009  | روتانا            | رندة علم             |              |
| ملهوفة لصوتك      | 2015  | بلاتينيوم ريكوردز | إنجي جمال            | بودابست      |
| ابتحداك           | 2015  | بلاتينيوم ريكوردز | إنجي جمال            | بودابست      |
| طلقة              | 2016  | كوين انترناشيونال | جو بو عيد            | الهند        |
| يلازمني خيالك     | 2016  | كوين انترناشيونال | جو بو عيد            |              |
| ابرحل             | 2019  | كوين انترناشيونال | خالد منصور، مارك كرم |              |
| خطاك اللاش        | 2021  |                   |                      | فنلندا       |
| صوت الأنا         | 2023  | كوين انترناشيونال | أحلام الشامسي        | إشبيلية      |
| السيدة الأولى     | 2024  | كوين انترناشيونال | أحلام الشامسي        |              |

### الأغاني الخاصة المصورة
| الأغنية                                       | العام | المنتج          | المخرج        | ملاحظات                                              |
| --------------------------------------------- | ----- | --------------- | ------------- | ---------------------------------------------------- |
| دامت الأفراح                                  | 1996  | فنون الإمارات   | عادل الخضر    |                                                      |
| أنشودة الإمارات - بمشاركة عبد الله الرويشد    | 1996  | تلفزيون أبو ظبي | أحمد المنصوري |                                                      |
| بحرين نور العين                               | 1996  | تلفزيون البحرين | عامر الخفش    |                                                      |
| راشد الوالد                                   | 1997  | تلفزيون عجمان   | عادل الخضر    |                                                      |
| السلام                                        | 1998  | تلفزيون دبي     | عادل الخضر    |                                                      |
| يا سفير العرب                                 | 1998  | فنون الإمارات   | عادل الخضر    | إهداء للمنتخب السعودي لكرة القدم                     |
| نجحنا                                         | 1999  | فنون الإمارات   | عادل الخضر    |                                                      |
| لن ترى مثل دبي                                | 1999  | تلفزيون دبي     | أحمد المنصوري |                                                      |
| عهد علينا                                     | 1999  | تلفزيون البحرين | عادل الخضر    |                                                      |
| يا مليك القلوب                                | 2000  | فنون الإمارات   | عادل الخضر    |                                                      |
| دلمون                                         | 2000  | فنون الإمارات   | عادل الخضر    | إهداء لشعب البحرين                                   |
| يمة وبعد يمة                                  | 2001  | فنون الإمارات   | عادل الخضر    |                                                      |
| شباب الحجارة                                  | 2001  | فنون الإمارات   | عادل الخضر    | لدعم الشعب الفلسطيني                                 |
| دبي الملتقى الأول                             | 2001  | تلفزيون دبي     | أحمد المنصوري |                                                      |
| صلالة                                         | 2001  | فنون الإمارات   | عادل الخضر    |                                                      |
| وحياة قلبك - بمشاركة ميحد حمد                 | 2002  | قناة أغاني      | محمد حسن أحمد |                                                      |
| أمي الإمارات                                  | 2013  | تلفزيون نجوم    | علاء الأنصاري |                                                      |
| يوم العز                                      | 2014  | تلفزيون نجوم    | علاء الأنصاري |                                                      |
| وطن التسامح وطن السعادة - بمشاركة فايز السعيد | 2016  | ديجيتال قنوات   | نهلة الفهد    |                                                      |
| دار زايد                                      | 2016  | ديجيتال قنوات   | نهلة الفهد    |                                                      |
| يالوطن يالزبرقان بمشاركة بشار الشطي           | 2017  | كواليتي نت      | خالد الرفاعي  | احتفالاً بالأعياد الوطنية للكويت                      |
| حالو يا حالو                                  | 2022  | إنتاج خاص       | حسن غدار      | باللهجة المصرية، احتفاء بشهر رمضان، صورت في الإمارات |

### أغاني منفردة
- 2002: وحياة قلبك - بمشاركة ميحد حمد.
- 2010: ياليل يا جامع.
- 2010: مجنونة بيك.
- 2013: قلت لي كلمة.
- 2014: خذني على قد عقلي.
- 2014: عزتي.
- 2015: بيني وبينك.
- 2015: التحدي.[62]
- 2015: راس قمة.
- 2016: كيدي عظيم.
- 2016: ومستغرب.
- 2017: هلا يا مرحبا وأهلا.
- 2017: مكاني.
- 2017: قصتي وياك.
- 2017: سبحان من خلاك.
- 2017: شدني.
- 2018: على كثر الوفا فيني.
- 2018: أحلف
- 2019: أبرحل
- 2019: أنا ما استغني
- 2019: أنا مدري عن الناس

### أغاني وطنية
- 1996:  البحرين - بحرين نور العين
- 1997:  الإمارات العربية المتحدة - طار الشر يا زايد.
- 2013:  الإمارات العربية المتحدة - يا بو ظبي.
- 2013:  السعودية - يا سمو العز.
- 2013:  المغرب - الراية الحمراء.
- 2014:  الإمارات العربية المتحدة - عزكم عزنا.
- 2014:  الكويت - هنا الكويت.
- 2014:  الإمارات العربية المتحدة - بيتنا واحد.
- 2015:  السعودية - فل البيارق.
- 2015:  الإمارات العربية المتحدة - خيل القوافي.
- 2015:  قطر - دام عزك يا قطر.
- 2016:  الإمارات العربية المتحدة - مرايا العز.
- 2016:  عُمان - عماني.[63]
- 2016:  الإمارات العربية المتحدة - دار زايد.
- 2016:  الإمارات العربية المتحدة - العهد القديم.
- 2016:  الإمارات العربية المتحدة - وطن السعادة وطن التسامح.
- 2017:  الكويت - يالوطن يالزبرقان.
- 2017:  الإمارات العربية المتحدة - دولتي الإمارات.
- 2018:  الكويت - تسلم حياتك يا صباح الأحمد.
- 2019:  السعودية - لاهنت (الأمير محمد بن سلمان).
- 2019:  السعودية -توشح بالخضار
- 2022: السعودية - شداد العز
- 2022: السعودية - أمجادنا
- 2023: الكويت - من جيل لجيل
- 2023: السعودية -المملكة

### أغاني رياضية
- يا منتخبنا.
- الكاس إماراتي.
- منهو الزعيم - لنادي العين.
- عيناوي للأبد.
- الكأس عيناوي.
- البنفسج بنفسجي.
- يا سفير العرب - للمنتخب السعودي في كأس العالم 1998.

### أغاني المسلسلات
- 1995: حزاوي الدار - قدمت خلال حلقات أغاني: آه يا سلمان، راح اللي علمني الفرح، مكسوره روحي.
- 2005: عذاري.
- 2005: صحوة زمن.
- 2007: جمانة.
- 2008: البيت المائل.
- 2014: حب في الأربعين.
- 2015: حال مناير.
- 2015: دبي لندن دبي.
- 2023: مجاريح.

### أغاني دينية
في شهر رمضان للعام 2016 قدمت أغنتين بطابع ديني تحت عنوان «أسماء الله الحسنى» و«الله واسع المغفرة».

## الجوائز
- 1995:  الإمارات العربية المتحدة - جائزة وتكريم لها في مهرجان الغناء العربي الذي أقيم في أبوظبي.
- 1996: الأردن درع تكريمي من مهرجان جرش للثقافة والفنون
- 1997:  الإمارات العربية المتحدة - جائزة من الحلم العربي في أبوظبي.
- 1997:  الإمارات العربية المتحدة - جائزة أفضل أغنية خليجية في مهرجان الأغنية العربية.
- 1998:  البحرين - جائزة من هيئة الإذاعة والتلفزيون.
- 1998:  تونس - جائزة من مهرجان قرطاج بالدرع.
- 1998:  تونس - جائزة سوسة والحمامات.
- 1999:  فلسطين - جائزة رام الله في بير زيت.
- 2000:  لبنان - جائزة في مهرجان بيروت هول ومن اللجنة التنظيمة التي ترأسها عادل معتوق بمنحها درع أنجح حفل في صيف بيروت على الإطلاق.
- 2001:  ليبيا - جائزة من الرئيس معمر القذافي وأطلق عليها لقب سفيرة العرب.
- 2001:  الكويت - جائزة من إذاعة كويت اف ام.
- 2001:  المغرب - جائزة مهرجان بالدرع والشهادة.
- 2002:  مصر - جائزة أفضل مغنية عربية عن أغنية «لاتصدقونه» وأفضل كليب في مهرجان الأغنية.
- 2002:  الإمارات العربية المتحدة - جائزة من نادي العين.
- 2002:  الكويت - جائزة أوبريت صوت السلام.
- 2003:  قطر - جائزة من مهرجان الدوحة.
- 2007:  قطر - جائزة من إذاعة صوت الخليج عن أغنية «أرجوك تنساني» كأفضل أغنية خليجية منذ عشر سنوات.
- 2008:  الإمارات العربية المتحدة - جائزة أفضل مطربه خليجية لعام 2008 من تكريم حفل مجلة زهرة الخليج.[65]
- 2013:  لبنان - جائزة فخرية من الموريكس دور لعام 2013 وتم منح هذه الجائزة للراحلة وردة ثم أحلام
- 2014: لبنان جائزة أفضل مطربة خليجية الموريكس دور[66]
- 2015 :  مصر - جائزة فنانة العرب.
- 2015 : ألمانيا- جائزة باما لأفضل كليب ملهوفة لصوتك توزيعا لحنا غناء وتقنية الصورة -الجائزة الماسية عن كافة أعمالها التي قدمتها[67]
- 2016: الكويت -تكريم من الهيئة العامة للشباب والرياضة لمشاركتها في حفل افتتاح ستاد جابر الدولي[68]
- 2018: الولايات المتحدة الإسطوانة الذهبية من مسرح دولبي في لاس فيغاس، باعتبارها أول فنانة عربية تقف على هذا المسرح [46]
- 2018: الأردن درع تكريمي من مهرجان جرش للثقافة والفنون لمشاركتها للمرة الثالثة[69]
- 2018: الولايات المتحدة جائزة الباما الأيقونة الخاصة تكريما لمسيرتها[70]
- 2020: السعودية اختصت هيئة الترفيه العامة السعودية بليلة تكريمية بمسمى «ليلة فنانة العرب أحلام» ضمن «ليالي الأساطير» التي نظمتها الهيئة على هامش فعاليات «موسم الرياض» لتُصبح الفنانة الوحيدة في الوطن العربي التي يتم تكريمها بين مجموعة كبيرة من الفنانين الكبار وتلقت في الحفل درعاً من الذهب الخالص يمثل شعرها تكريمًا على مسيرتها الفنية الممتدة على مدى 25 عامًا.
- 2022:  لبنان الموريكس دور جائزة النجمة الغنائية الخليجية العربية للعام وأفضل ألبوم غنائي للعام.[71]

## المهرجانات والحفلات التي شاركت فيها
لها نصيب كبير في إحياء مهرجانات عربية عديدة وأهمها:
- الإمارات العربية المتحدة: ليالي دبي في الأعوام التالية: 1999 2000 2001 2002 2004 2005 2006 2012 2013 2014 2015.
- قطر: مهرجان الدوحة في الأعوام التالية: 2000 2001 2002 2003 2004 2005 2007 2010.
- قطر: مهرجان ربيع سوق واقف بعامي 2011 و2013.
- الكويت: هلا فبراير الأعوام التالية 1999 2000 2001 2007 2014 2016.
- الكويت: ليالي فبراير بعامي 2009 و2010.
- عُمان: مهرجان صلالة في الأعوام التالية 1998 1999 2000 2001 2004 2015، 2018.
- عُمان: مهرجان مسقط في الأعوام التالية: 1999 2001 2003 2006.
- تونس: مهرجان قرطاج وسوسة والحمامات بعام 1998.
- الأردن:مهرجان جرش 1996، 2001، 2018.
- مصر: مهرجان ليالي التلفزيون بعامي 1996 1997
- مصر: مهرجان اضواء المدينة بعام 1998.
- لبنان: مهرجان بيروت الدولي بعامي 1999 و2000.
- فلسطين: مهرجان في فلسطين بعامي 1997 و1998.
- المغرب: مهرجان أغادير بعام 2001.
- سوريا: مهرجان تدمر بعام 1999.
- ليبيا: مهرجان في ليبيا بعام 2000.
- الجزائر: مهرجان في الجزائر بعام 1999.
- فرنسا: مهرجان اليونسكو بعامي 1998 و1999 2015.
- فرنسا: مهرجان الليدو بعام 2000.
- الولايات المتحدة: مهرجان في واشنطن بعام 1999 .
- المملكة المتحدة: مهرجان البرت هول بعام 2002.
- المغرب: مهرجان أغادير بعام 2002 مهرجان موازين عام 2013.
- المغرب: مهرجان أصوات نسائية بمدينة تطوان عام 2014.
- مصر : حفل دار الأوبرا المصرية عام 2015.
- مصر : حفل إطلاق ألبوم«يلازمني خيالك» بمعهد الموسيقى العربية بالقاهرة عام 2016.[72]
- مصر: حفل دار الأوبرا المصريةعام 2016[45]
- الإمارات العربية المتحدة: حفل دار الأوبرا دبي عام 2017 [73]
- الكويت: حفل دار الأوبرا الكويتية مركز الشيخ جابر الأحمد الصباح 2017، 2018[74]
- المملكة المتحدة: حفل لندن 2017[75]
- الولايات المتحدة: حفل لوس أنجلوس على مسرح والت ديزني[47]
- المغرب:مهرجان موازين 2018 [76]
- الولايات المتحدة: حفل لوس أنجلوس على«مسرح دولبي» لاس فيغاس 2018[77]
- : حفلات شبكة راديو وتلفزيون العرب في الأعوام 1995، 1996، 1997، 1998، 1999، 2000، 2001، 2002
- السعودية: حفل الرياض الأول ليومان متتاليان 21 و22 مارس 2019.
- السعودية: حفل افتتاح موسم جدة 8يونيو 2019 في الصالة المغطاة ب ملعب الجوهرة.
- السعودية: حفل افتتاح موسم السودة 16 اغسطس 2019 في مسرح طلال مداح ((المفتاحة)).
- السعودية: حفل ختام موسم الطائف 30 اغسطس 2019 في مسرح سوق عُكاظ التاريخي.
- السعودية: حفل اليوم الوطني السعودي 89 24 سبتمبر 2019 بمركز الملك فهد الثقافي.
- عُمان: حفل دار الأوبرا السلطانية مسقط ليومان متتاليان 5 و6 ديسمبر 2019.[78]
- السعودية: حفل سمرات شتاء الرياض 7 يناير 2019 بمنتزه الثمامة البري.
- السعودية: حفل ليلة فنانة العرب أحلام بتاريخ 24 يناير 2020 ختام موسم الرياض بمسرح أبو بكر سالم.
- الإمارات العربية المتحدة: أوبريت افتتاح مهرجان الفجيرة الدولي للفنون 20 فبراير 2020 بمسرح الكورنيش الرئيسي.
- البحرين: حفلة في مسرح الدانة بتاريخ 3 مايو 2022.[79]
- العراق: حفل ختام بطولة كأس الخليج 25 لكرة القدم "خليجي 25 في البصرة"
- السعودية:الليلة الماسية ضمن فعاليات موسم الرياض بتاريخ 17فبراير 4[80] 2023
- الكويت: حفل في عيد الأضحى[81] 2023
- الكويت: مهرجان ليلة عمر 2024[82]
- السعودية: حفل في مسرح أبو بكر سالم ضمن فعاليات موسم الرياض 2024[49]

## ثروتها
تحدثت أحلام بتاريخ 23.07.2012 في برنامج أنا والعسل مع الإعلامي اللبناني نيشان عن بداية تكوين ثروتها. أحلام عزت الفضل إلى زوجها مبارك الهاجري في تكوين ثروتها وامتلاكها لعقارات ومشاريع في عدد من الدول وعلى رأسها الإمارات وقطر ولبنان وفرنسا وبريطانيا وأمريكا. أحلام ذكرت بأنها استمدت العِظة والعبرة من قصص المطربة اللبنانية القديرة صباح والمطربة الكويتية العراقية رباب. أحلام ذكرت أن زوجها أدخلها فيما يشبه دورة تقشف تدريبية إذ مزق 14 بطاقة ائتمانية كانت تمتلكها وحثها على الدخول في استثمارات مالية لمستقبلها. أحلام أوصت جمهورها بالتعلم من قصتها والحفاظ على أموالهم قائلة: «القرش الأبيض بينفع في اليوم الأسود».

## وصلات خارجية
- الموقع الرسمي
- أحلام الشامسي على موقع IMDb (الإنجليزية)
- أحلام الشامسي على موقع ميوزك برينز (الإنجليزية)
- أحلام الشامسي على موقع ديسكوغز (الإنجليزية)